# Adolf Dahl
Peter Adolf Dahl, född 14 januari 1868 i Sölvesborgs stadsförsamling, Blekinge län, död 13 september 1930 i Kristianstads församling, var en svensk advokat, rådman, politiker (högern), riksdagsledamot och statsråd.
Dahl var som riksdagsman ledamot av första kammaren 1912–1919 samt 1924–1930. Han var finansminister 10 juni 1929–7 juni 1930 i Arvid Lindmans andra ministär. Han tillbringade gärna tid på sitt lantställe norr om Kristianstad, Villa Balsvik vid Råbelövssjöns östra strand. Här anlades en park med tillhörande äppelodling. Fastigheten är idag[när?] återuppbyggd efter en våldsam brand 1977. Tandteknikern Per-Evert Nilsson återuppförde byggnaden i samma stil som ursprunget, nationalromantisk stil. Villan är ansedd att vara en av Kristianstadsbygdens vackraste med sitt fantastiska läge vid Råbelövssjön.
Adolf Dahl var också som rådman i Kristianstad drivande kring tillblivelsen av Egna Hem, den stadsdel i Kristianstad som tillkom med början 1909 och där bebyggelsen avslutades omkring 1960 då Egnahemsföreningen lades ner.